# William Barclay (jurist)
William Barclay (Aberdeenshire, 1546 – Angers, 3 juli 1608) was een Schots jurist.

## Levensloop
Barclay werd geboren in een vooraanstaande familie uit Aberdeenshire en bracht zijn jeugd door aan het hof van Maria I van Schotland. Hij studeerde aan de universiteit van Aberdeen. Net zoals veel jonge katholieke Schotten week hij na de Schotse Reformatie uit naar Frankrijk. Hij zette vanaf 1573 zijn studie voort aan de universiteit van Bourges. In 1578 kreeg hij het aanbod om les te gaan geven aan de nieuwe opgerichte jezuïetenuniversiteit van Pont-à-Mousson. Zijn oom Edmund Hay was daar de eerste rector. Barclay doceerde er burgerlijk recht en werd decaan van de rechtenfaculteit. Door de hertog van Lotharingen werd hij bovendien benoemd tot raadsman. Na 25 jaar les te hebben gegeven in Pont-à-Mousson reisde Barclay in 1603 naar Engeland op uitnodiging van koning Jacobus I. Maar door zijn katholieke geloof bleef Barclay een buitenstaander aan het hof en al snel reisde hij terug naar Frankrijk. Daar werd hij docent rechten aan de Universiteit van Angers.
Barclay trouwde in 1581 met Anne de Malleviller, afkomstig uit een voorname Lotharingse familie. De schrijver John Barclay (1582-1621) was hun zoon. Hij stierf in 1608 en werd begraven in de Église des Cordeliers in Angers.

## Werken
- De Regno et Regali potestate (1600), een verdediging van het goddelijk recht van koningen als weerwoord tegen de monarchomachen als de Schots humanist George Buchanan (1506-1582);
- In Titulos Pandectarum de Rebus Creditis et de Jurejurando (1605), een commentaar op de pandekten;
- De Potestate Papae (1609), een geschrift tegen het primaat van de paus tegenover koningen in wereldlijke zaken.